# Kadzidło (gromada)
Kadzidło – dawna gromada, czyli najmniejsza jednostka podziału terytorialnego Polskiej Rzeczypospolitej Ludowej w latach 1954–1972.
Gromady, z gromadzkimi radami narodowymi (GRN) jako organami władzy najniższego stopnia na wsi, funkcjonowały od reformy reorganizującej administrację wiejską przeprowadzonej jesienią 1954 do momentu ich zniesienia z dniem 1 stycznia 1973, tym samym wypierając organizację gminną w latach 1954–1972.
Gromadę Kadzidło z siedzibą GRN w Kadzidle utworzono – jako jedną z 8759 gromad na obszarze Polski – w powiecie ostrołęckim w woj. warszawskim, na mocy uchwały nr VI/10/10/54 WRN w Warszawie z dnia 5 października 1954. W skład jednostki weszły obszary dotychczasowych gromad Brzozówka, Kadzidło, Tatary i Todzia ze zniesionej gminy Kadzidło w tymże powiecie. Dla gromady ustalono 21 członków gromadzkiej rady narodowej.
1 stycznia 1958 do gromady Kadzidło przyłączono obszar zniesionej gromady Golanka w tymże powiecie.
31 grudnia 1959 1 stycznia 1960 do gromady Kadzidło przyłączono obszary zniesionych gromad Jazgarka i Strzałki oraz wieś Kierzek ze znoszonej gromady Gleba w tymże powiecie (podkreślone i wykreślone zmiany retroaktywnie określone uchwałami z 25 lutego 1960).
31 grudnia 1961 do gromady Kadzidło włączono wsie Karaska, Podgórze, Siarcza Łąka i Wach ze zniesionej gromady Wach w tymże powiecie.
Gromada przetrwała do końca 1972 roku, czyli do kolejnej reformy gminnej. 1 stycznia 1973 w powiecie ostrołęckim reaktywowano gminę Kadzidło.